# Маскоги (народ)
Маскоги, Крици или Маскогијска Кричка конфедерација је маскогијски народ који је у време првог контакта са Енглезима насељавао јужни Тенеси, велики део Алабаме, западне Џорџије и делове северне Флориде. Маскоги говоре језицима који припадају источномаскогијској грани маскогијске породице језика.
Већину Маскога је савезна влада 1830-их година, протерала са њихове земље на истоку Америке у Индијанску територију (данашњу Оклахому), где су створили савезно признато племе „Маскоги (Крик) нација” (од 2021. „Маскоги нација”). Мањи део Маскога је успео да опстане у Алабами, а њихови потомци формирали су савезно признато племе „Порч Банда Крик Индијанаца”.
Многи Маскоги су се доселили на Флориду између 1767. и 1821. године, покушавајући да нађу уточиште од европских досељеника, који су оснивали своја насеља на њиховој земљи. На Флориди су се мешали са локалним племенима, асимилујући их и временом стварајући народ Семинол, који је процесом етногенезе створио засебни идентитет. Још један разлог сеобе Маскога на Флориду били су оружани сукоби који су вођени у њиховој домовини. Након што је савезна влада заратила са Семинолима на Флориди, велика већина њих је протерана у Оклахому крајем 1830-их, где су њихови потомци створили савезно признато племе „Семиноли нација Оклахоме”. Део Семинола који је опстао на Флориди и избегао протеривање на запад, преселио се на југ Флориде у мочвару Еверглејдс. Њихови потомци су данашња племена „Семиноли племе Флориде” и „Микосуки племе Индијанаца Флориде”. Ова два племена стекла су савезно признање у 20. веку.
Маскоги из племена „Маскоги (Крик) нација”, поред енглеског језика, употребљавају неки од сродних језика који припадају источномаскогијској грани маскогијске породице језика, као што су маскошки (крички), хичитско-микасучки, алабамски и кушатски (коасатски) језик, а део говори несродним јучким језиком. Данашњи Јучи су део „Маскоги (Крик) нације”, али њихов јучки језик је језички изолат, који није сродан ниједном другом језику. Јучи су се населили међу Маскоге као избеглице у колонијално доба (крајем 17. века), након што су изгубили своју земљу у источном Тенесију. Део Семинола говори маскошким (кричким), а део хичитско-микасучким језиком. Маскоги из „Порч Банде Крик Индијанаца” говоре маскошким језиком.
Преци Маскога били су део Мисисипијске културе. Између 800. и 1600. градили су сложене градове са земљаним хумкама и мрежом околних градова-сателита и салаша. Мрежа маскошких градова који су чинили конфедерацију, била је заснована на 900 година старој историји сложене и добро организоване пољопривреде и распореда градова око тргова, спортских игралишта и четвртастих обредних плесних терена.
Народ Маскоги (Крик) је довођен у везу са археолошким налазиштима на којима постоји већи број хумки, као што су Окмалги, Етова Индиј`н Маундс и Маундвил. Маскогијски градови државе из времена од пре контакта са Европљанима делили су заједничку културу, религију, примењивали су исти начин пољопривреде и лова, имали су исте занате и повезивала их је трансконтинентална трговина. Рани шпански истраживачи сусрели су се са прецима Маскога средином 16. века.
Маскоги су били први Индијанци које су најраније владе Сједињених Америчких Држава званично сматрале за „цивилизоване” према „плану цивилизовања” Џорџа Вашингтона. У 19. веку, Маскоги су били познати као једно од „Пет цивилизованих племена”, јер су прихватили део културе и технологију Англоамериканаца. 
Под утицајем Тенскватавиног тумачења појаве комете из 1811. године и земљотреса у Новом Мадриду, горњи градови Маскога, подржали су једног од вођа Шонија, Текамсија, активно су се опирали Англоамеричком задирању у њихову територију. Унутрашње поделе су довеле до сукоба горњих (северних) и доњих (јужних) градова у Кричком рату (1813–1814) (Рату Црвених штапова). Започет као грађански рат између маскошких фракција, временом је постао део Рата из 1812. када су се северни Маскоги ушли у овај рат као британски савезници против Америке, док су јужни Маскоги постали савезници САД. Генерал Ендру Џексон искористио је побуну као изговор за рат против свих Маскога, након што је побуна северних Маскога угушена уз помоћ јужних Маскога. Резултат је било слабљење Маскошке (Кричке) конфедерације и присилно уступање маскошке земље савезној влади САД.
Током протеривања Индијанаца 1830-их, већина Маскога присилно је пресељена на Индијанску територију. „Маскоги (Крик) нација”, „племенски град Алабама-Кусарт (Алабама-Кушата)”, „племенски град Кејлеџи” и „племенски град Тлоптлоко”, сви са седиштем у Оклахоми, су савезно призната племена. Осим тога, савезно су признати „Порч Банда Крик Индијанаца” из Алабаме, „Кушата племе” из Луизијане и „Алабама-Кушата племе” из Тексаса. Семиноли са Флориде који већим делом потичу од маскошких избеглица, имају три савезно призната племена: „Семиноли нација Оклахоме”, „Семиноли племе Флориде” и „Микосуки племе Индијанаца Флориде”.

## Историја

### Праисторија
Пре најмање 12.000 година, Индијанци или Палео-Индијанци живели су у данашњим јужним државама Америке. Палео-Индијанци на југоистоку САД били су ловци-сакупљачи који су ловили разне животиње, укључујући мегафауну, која је изумрла крајем плеистоцена. Током шумског доба (вудлендског доба), од 1000. године пре нове ере до 1000. године нове ере, локално становништво је почело да производи грнчарију и да се у мањој мери бави хортикултуром источног пољопривредног комплекса.
Мисисипијска култура је настала када се у долину реке Мисисипи из Мезоамерике проширила култура узгајања кукуруза, што је довело до појаве пољопривредних вишкова и повећања становништва. Повећана густина становништва довела је до стварања урбаних центара и многих поглаварства (енгл. chiefdoms). Развила су се раслојена друштва са наследним верским и политичким елитама. Ова култура је цветала на подручју данашњег Средњег запада, Истока и Југоистока Сједињених Америчких Држава од 800. до 1500. године, посебно дуж реке Мисисипи и њених главних притока.
Маскоги из ране историје били су потомци носилаца мисисипске културе који су живели дуж реке Тенеси у савременим државама Тенеси, Џорџија и Алабама. Можда су били сродни народу Тама у средњој Џорџији. Усмена предања Маскога описују сеобу из области западно од реке Мисисипи, на источну обалу реке Окмалги. Овде су водили рат против других домородаца, као што су Саване, Огичи, Вапуи, Санти, Утине, Икофани, Патикани и други, све док их на крају јесу савладали.
До средине 16. века, када су шпански истраживачи са обала Мексичког залива започели прве походе у унутрашњост, многа средишта мисисипијске културе су већ била у опадању или су напуштена. У ово доба регион је представљао скуп домородачких поглаварства (енгл. chiefdoms) умерених величина (попут поглаварства Куса на реци Куси), између којих су се налазила самостална села и племена. Најранији шпански истраживачи наишли су на села и поглаварства касне мисисипске културе, почев од 2. априла 1513. године, искрцавањем Хуана Понса де Леона на Флориду. Експедиција Лукаса Васкеза де Ајлона 1526. године у Јужној Каролини такође је забележила сусрете са тим народима.
Интеракција и трговина са Европљанима постепено је утицала на живот Маскога. Они су трампили јеленску кожу за европску робу, попут мускета или алкохола. Друго, Шпанци су на њих вршили притисак да изаберу представнике за преговоре, јер нису разумели владавину консензусом.

### Шпанска експедиција (1540–1543)
Кабеса де Вака, бродоломник који је преживео несрећну експедицију Панфила де Нарваеза и вратио се у Шпанију 1537. године, пренео је на краљевском двору (наводне) речи Хернанда де Сота да је Америка „најбогатија земља на свету”. Хернандо де Сото је био шпански истраживач и конквистадор који је водио прву експедицију у унутрашњост северноамеричког континента. Де Сото, убеђен у „богатство” Америке, желео је да Кабеса де Вака крене са њим у експедицију, али је Кабеса де Вака одбио његову понуду због спора око плаћања. Од 1540. до 1543. године, де Сото је прво истраживао данашњу Флориду и Џорџију, а затим западније области у Алабами и Мисисипију. Ова подручја су насељавали староседеоци, преци Маскога. Де Сото је предводио добро опремљену војску. Привукао је многе регруте из различитих средина који су се придружили његовој потрази за богатством у Америци. Након што се међу домороцима прочуло да де Сото брутално поступа према Индијанцима, одлучили су се да бране своју земљу. Врховни поглавица једне од маскогијских држава, Таскалуса, предводио је свој народ у бици код града Мабиле, у којој су Индијанци поражени. Међутим, ово је била Пирова победа Шпанаца, јер су у бици изгубили своје залихе и имали су велики број жртава, због чега су преживели били деморалисани. Експедиција се након ове своје победе никада није потпуно опоравила.

### Успон Маскогијске конфедерације
Европљани су били носиоци заразних болести на које Маскоги нису имали имунитет, па је шпанска експедиција довела до појаве епидемија великих и малих богиња, као и велике стопе смртности међу староседеоцима. Губитак становништва је погоршан трговином индијанским робљем, коју су организовали европски колонисти на југоистоку САД током 17. и 18. века. Преживели Маскоги који су говорили источномаскогијским језицима удружили су се и створили лабави савез Маскогијску (Кричку) конфедерацију.
Маскоги су живели у аутономним селима у долинама река широм данашњег Тенесија, Џорџије и Алабаме, говорили су неколико сродних маскогијских језика. Маскошким језиком говорили су Маскоги који су живели између река Чатахучи и Алабама (данашње Џорџија, Алабама и суседне области других држава). Хичитско-микасучки (или хичитски) је био у употреби у великом делу Џорџије (био је језик племена Хичити, Апалачикола, Чијаха, Окони, Савокли, Микасуки). Пошто су говорнике хичитског прве протерали бели досељеници, Хичити су се као избеглице населили међу друге Маскоге и стопили са њима, а део је отишао на Флориду (микасучки дијалекат је опстао до данас). Коасатски (кушатски) и алабамски (алибамски) били су у употреби у сливу горњег тока реке Алабама и око дела реке Тенеси. Маскошка (Кричка) конфедерација била је састављена од маскошких племена Абика, Куса, Тукабачи, Ковита, Касита, Таскиги, Вакокаи, Јуфола, Хилиби, Атаси, Коломи, Пакана, Окчаи, и других маскогијских племена Алабама, Коасати, Хичити, Чијаха (или Чехо, говорили су коасатским или хичитско-микасучким, а Микасуки, потомци Доњих Чијаха на Флориди, хичитско-микасучким), али укључивало је и немаскогијске Јуче.
Основна друштвена јединица био је град (идалва). Градови Абика, Куса, Тукабачи и Ковита имали су статус „градова мајки” Маскошке конфедерације. Сматра се да су Ковита и Касита најранији чланови конфедерације. Доњи градови, који су се налазили дуж реке Апалачиколе и њених притока река Чатахучи и Флинт, као и дуж река Окмалги и Окони, које се налазе источно од Апалачиколе, били су Ковита, Касита, Горња Чијаха (или Чехо), Хичити, Окони, Окмалги, Окаваиги, Јамаси (Алтамаха), Оукфуски, Савокли и Тамали. Горњи градови, су се налазили на рекама Куса, Талапуса и Алабама, били су Абика, Тукабачи, Куса (у време шпанске експедиције најзначајнији град Источног Тенесија и Северне Џеорџије), Етава (првобитни становници локалитета „Етова индијанске хумке”), Хотловахи, Хилаби, Јуфола, Вакокаи, Етаси, Алибаму, Кушата (или Коасати; апсорбовали су племе Каски и становнике напуштеног града Тали) и Таскиги („Напочи” у хроникама де Луне).
Најважнији поглавица у друштву Маскога био је мајко или сеоски поглавица. Мајко је водио ратнике у биткама и представљао своје село, али је власт имао само у мери у којој је могао да убеди остале сељане да се сложе са његовим одлукама. Мајко је владао уз помоћ нижих поглавица (микалги) и различитих саветника, укључујући и другог по значају у хијерархији који је имао звање хениха, поштованих старешина села, врачева (јахола) и ратника најстаријег по чину (тастанаги), који је био главни војни саветник. Јахола или врач је вршио различите обреде, укључујући справљање црног пића, које се користило у церемонијама прочишћавања.
Најважнија друштвена јединица био је клан. Кланови су организовали лов, делили земљу, организовали склапање бракова и кажњавали прекршиоце закона. Ауторитет мајка допуњавале су мајке из клана, углавном жене старешине. Маскоги су имали матрилинеарни систем сродства, деца су рођењем постајали чланови мајчиног клана, а наслеђивање је било по мајчиној линији. Клан ветра је први од кланова. Већина мајка је припадала овом клану.

### Ширење Британаца, Француза и Шпанаца
Британија, Француска и Шпанија су основале колоније у шумама на данашњем Југоистоку САД. Шпанија је основала језуитске мисије и сродна насеља како би покрстила Индијанце. Британцима и Французима је била битнија трговина од покрштавања староседеоца. У 17. веку фрањевачки фратри на шпанској Флориди изградили су мисије дуж залива Апалачи. Године 1670. енглески досељеници са Барбадоса основали су Чарлстон, главни град нове провинције Каролине. Трговци из Каролине одлазили су у маскогијска насеља да би размењивали енглеску робу као што су кремен, барут, металне секире, стаклене перле, тканину и рум са Кариба за маскогијску робу као што су јеленска кожа, која је била потребна енглеској индустрији коже; и индијанске робове,  који су били потребни на карипским плантажама шећерне трске. Шпанци и Индијанци из мисионарских градова спалили су већину градова дуж реке Чатахучи, након доласка 1685. шкотског истраживача Хенрија Вудворда у ту област. Енглези су 1690. године изградили трговинску постају на реци Окмалги, под именом Очиси-хачи (поток); што је хичитски назив за реку Окмалги, где су се становници десетак кричких градова населили, да би побегли од Шпанаца и лакше куповали енглеску робу. Назив Крик највероватније потиче од скраћивања англизоване верзије имена ове постаје, Очиси Крик; данас је назив Крик једно од имена целе Маскогијске конфедерације, која укључује и немаскогијске Јуче и Начезе, који су или део маскогијских народа или њима блиско сродни.
Гувернер Каролине, пуковник Џејмс Мур предводио је 1704–1706 колонијалну милицију и ратнике Очиси Крика и Јамаса у нападима којима су уништене шпанске мисије у унутрашњости Флориде. Заробили су око 10.000 ненаоружаних „мисијских Индијанаца”, Тимуква и Апалача и продали их у ропство. Након што је Флорида опустела, енглески трговци плаћали су другим племенима да нападају и поробе Јамасе, што је довело до „Јамаског рата” (1715-1717).
Очиси Крици су заједно са Јамасима, палили трговачке постаје и пљачкали насељенике из унутрашњости, али су каролиншка милиција и њихови савезници Чироки успели да угуше побуну, јер је побуњеним домороцима понестало барута. Јамаси су се склонили на шпанску Флориду, а Очиси Крици су побегли на запад на реку Чатахучи. Француски истраживачи из Канаде основали су 1702. године град Мобил као прву престоницу Луизијане и искористили рат за изградњу тврђаве Форт Тулуз на ушћу Талапусе у Кусу 1717. године, што им је омогућило трговину са Алабамима и Кушатима (Коасатима). У страху да ће Доњи Крици (Доњи Маскоги) потпасти под француски утицај, Британци су поново успоставили трговину јеленском кожом са њима, што није одговарало Јамасима, који су у овом тренутку били савезници Шпаније. Французи су подстакли Горње Крике да изврше препад на Доње Крике. У мају 1718. године „цар Брим”, мајко моћног племена Ковита, позвао је представнике Британије, Француске и Шпаније у своје село и у договору са вођама Горњих и Доњих Крика, прогласио политику неутралности Маскога у сукобу колонијалних сила. Те године су Шпанци изградили пресидио Сан Маркос де Апалачи у заливу Апалачи. Британци су 1721. изградили утврђење Форт Кинг Џорџ на ушћу реке Алтамаха. Како су три европске империјалне силе успоставиле своја утврђења на ободима маскогијске земље, њихова политика неутралности им је омогућила да одрже равнотежу моћи.
Колонија Џорџија створена је 1732. године; њено прво насеље, Савана, основано је следеће године, на стрмој обали реке, где су Јамкрои, племе настало удруживањем дела Крика и Јамаса (племе кричког порекла) који су остали савезници Енглеске, дозволили Џону Масгроу да оснује трговинску постају за трговину крзном. Његова супруга Мери Масгроу била је ћерка енглеског трговца и Маскогиње из моћног маскошког клана ветра, полусестре цара Брима. Била је главни преводилац оснивачу Џорџије и првом гувернеру, генералу Џејмсу Оглторпу, користила је своје везе да би неговала мир између Крика и нове колоније. Трговина јеленском кожом је расла, а до 1750-их година Савана је извозила до 50.000 јеленских кожа годишње.
Шпанске и британске власти 1736. су успоставиле неутралну зону између река Алтамахе и Сент Џонс на данашњој Флориди, у којој су домородачка ловишта била заштићена, што је омогућило несметано одвијање трговине јеленском кожом и пружило заштиту шпанској Флориди од даљег британског задирања. Око 1750. након „Јамаског рата”, група Очиси Крика населила се у неутралну зону, након сукоба са градовима на реци Чатахучи у којима је говорено маскошким језиком.
Предвођени поглавицом Секофијем (Краваром), Очиси Крици су створили нову Семинолску конфедерацију, која је обухватила избјеглице из недавно завршеног Јамаског рата, остатке Индијанаца мисија и одбегле афричке робове. Њихово име потиче од шпанске речи симаронес (шп. cimarrones), која се првобитно односила на подивљалу домаћу животињу. Шпанци и Португалци су користили реч симаронес за одбегле робове Маруне (реч Марун је такође изведена из речи симаронес) и америчке Индијанце који су побегли од европских освајача. На хичитском језику, у коме није постојао глас р, симаронес је постао Симаноли и на крају Семинол.

### Мешовити бракови
Многе вође Маскоги Крика, имају британска имена, јер потичу из мешовитих бракова. Неки од њих су Александер Макгиливреј, Џосаја Френсис, Вилијам МекИнтош, Питер МекКвин, Вилијам Ведерфорд, Вилијам Периман и други. Многе Маскогиње су имале децу са британским колонистима. Један од њих је и индијански агент Бенџамин Хокинс који се оженио Маскогињом.‍:9 Маскогијска друштва су матрилинеарна, због чега су деца припадала мајчином клану. Маскоги који потичу из мешовитих бракова у многим случајевима су предводили отпор британској, а затим и америчкој експанзији. То што су говорили енглеским и маскошким језиком, а знали су и европске обичаје, учинило их је предводницима заједнице; они су „доминирали маскогијском политиком”.‍:236 n. 7 Према Клаудиу Сонту: 
Ови потомци из мешовитих бракова заузимали су другачији положај у економији Дубоког Југа од већине Крика и Семинола. Радили су као трговци и агенти.... Због свог порекла и васпитања, имали су веће културне, друштвене, језичке и географске везе са колонијалним насељима, повремено су путовали у Пенсаколу и трговачке постаје Џорџије да истоваре своје коже и преузму још трговачке робе.‍:54
Како Ендру Френк пише, „појмови као што су мешанци и полутани, који подразумевају расну категоризацију и делимично индијанство, су у супротности са начином на који су староседеоци одређивали сродство и идентитет на Југоистоку осамнаестог и раног деветнаестог века”.

### Амерички рат за независност
Завршетком Француског и Индијанског рата (познатог и као Седмогодишњи рат) 1763. године, Француска је изгубила своје северноамеричке колоније, а Англоамерички досељеници почели су масовно да се насељавају у унутрашњости земље. Незадовољство Индијанаца довело је до напада на њих, a перцепција да краљевска влада фаворизује Индијанце и трговину јеленском кожом навела је многе беле насељенике из унутрашњости да се придружи „Синовима слободе”. Страх од досељеника гладних земље и потреба за европским производима навели су Маскоге да стану на страну Британаца, али као и многи староседелачки народи, били су подељени фракционализмом. Уопштено говорећи, избегавали су непрекидне борбе и радије су штитили свој суверенитет опрезним учешћем у сукобима.
Током Америчког рата за независност, Горњи (Крици) Маскоги су стали на страну Британаца и борили се заједно са Чикамога Чирокима (Доњи Чироки), ратницима Џрегинг Кануа (Вуче Кану), у Чирочко-америчким ратовима, против Англоамеричких досељеника у данашњем Тенесију. Овај савез је организовао кушатски поглавица Александар Макгиливреј, син Лахлана Макгиливреја, богатог шкотског трговца крзном, лојалисте и плантажера, чију је имовину Џорџија конфисковала. Његов бивши партнер, шкотско-ирски амерички побуњеник Џорџ Галфин, првобитно је убедио Доње (Крике) Маскоге да остану неутрални. Међутим, већина Доњих (Крика) Маскога номинално је ушла у савез са Британијом након пада Саване 1779. године. Један од вођа пробританских Доњих (Крика) Маскога био је капетан Вилијам МекИнтош, који је предводио групу Хичита. Крички ратници борили су се на страни Британије током похода на Мобил и Пенсаколу (1780–1781), када је Шпанија поново освојила британску Западну Флориду. Вођа лојалиста Томас Браун предводио је дивизију Краљевских ренџера у покушају да од америчких побуњеника преузме власт над унутрашњошћу Џорџије и Каролине, а такође је подстакао нападе Чирока на залеђе Северне Каролине након битке код Кингс Маунтина. Он је заузео Огасту у марту 1780, уз помоћ ратника Горњих (Крика) Маскога, али појачање од Доњих (Крика) Маскога и локалних Англоамеричких лојалиста никада није дошло, па је 1781. милиција Џорџије, коју је предводио Елаја Кларк, успела поново да заузме Огасту. Следеће године Континентална армија под командом генерала Ентонија Вејна, успела је да порази ратнике Горњих (Крика) Маскога који су покушавали да дођу у помоћ британском гарнизону у Савани.
Након што се рат завршио 1783. године, Британија је уступила земљу Маскога новоствореним независним Сједињеним Америчким Државама. Те године, двоје поглавица Доњих (Крика) Маскога, Хопватл Мајко (Питоми краљ) и Енија Мајко (Дебели краљ), уступили су 2.100 km² маскошке земље држави Џорџији. Александар Макгиливреј повео је пан-индијски отпор упадима Англоамериканаца у њихову земљу, оружје за борбу против њих добијао је од Шпанаца са Флориде. Макгиливреј је радио на стварању осећаја Маскошког национализма и централизовању политичке моћи, борећи се против сеоских вођа који су појединачно продавали земљу Сједињеним Америчким Државама. Он је постао богати земљопоседник и трговац, а поседовао је чак шездесет црних робова.
Са Шпанијом је 1784. склопио „Споразум из Пенсаколе”, којим је призната контрола Маскога над 12.000 km² земље на коју је Џорџија полагала право и гарантован приступ британској фирми Пантон, Лесли & Компани (енгл. Panton, Leslie & Co.), која је контролисала трговину јелењом кожом, а сам је постао званични представник Шпаније. Веће у Такабачију је 1786. године одлучило да поведе рат против белаца који су се населили на маскошкој земљи. Маскошки (крички) ратници напали су досељенике на обалама реке Окони, као одговор на ове нападе Џорџија је мобилисала своју милицију. Макгиливреј је одбио преговоре са државом Џорџијом, која је његовом оцу одузела плантаже, али је председник Џорџ Вашингтон послао специјалног изасланика, пуковника Маринуса Вилета, који га је убедио да отпутује у Њујорк, тадашњи главни град САД и да директно преговара са федералном владом. Макгиливреј је у лето 1790. са 29 других поглавица Маскога (Крика), у име „Горњих, Средњих и Доњих Крика и Семинола који чине Кричку нацију Индијанаца”, потписао „Споразум из Њујорка”, којим је велики део кричке земље уступљен савезној држави и којим су се Крици обавезали да Англоамериканцима врате одбегле робове, у замену за савезно признање маскошког суверенитета и обећање да ће савезна влада иселити беле насељенике. Макгиливреј је умро 1793. године, а са проналаском памучне машине, бели досељеници на југозападној граници који су се надали да ће постати власници плантажа памука почели су да траже индијанску земљу. Елајџа Кларк и неколико стотина његових следбеника су 1795. године успоставили краткотрајну Републику Транс-Окони, чиме су прекршили Споразум из Њујорка.

### Земљишни спор између Маскога и Чокта (1790)
Маскоги и Чокти су 1790. били у сукобу око земље близу реке Ноксуби. Две нације су се сложиле да реше спор одржавањем утакмице (са лоптом), а победник би добио земљу. Са скоро 10.000 играча и посматрача, две нације су се припремале скоро три месеца. После целодневне борбе, Маскоги су победили у утакмици. Избила је борба и две нације су се бориле до заласка сунца са скоро 500 мртвих и много више рањених.

### Маскогијска држава и Вилијам Боулс
Вилијам Огастас Боулс је рођен у богатој породици мерилендских Торијеваца, са 14 година пријавио се у Мерилендски батаљон лојалиста и постао заставник Краљевске морнарице са 15 година. Након што је избачен из војске због занемаривања дужности, јер се прекасно вратио на свој брод у Пенсаколи, Боулс је побегао на север и нашао уточиште у градовима Доњих (Крика) Маскога у басену реке Чатахучи. Венчао се са две жене, од којих је једна била Чирокиња, а друга ћерка поглавице кричког племена Хичити Вилијама Перимана. Боулс је касније овај брак користио да политички утиче на Крике. Боулс је као седамнестогодишњак 1781. године предводио маскошке снаге у бици код Пенсаколе. Након што је побегао на Бахаме, отпутовао је у Лондон, где га је Краљ Џорџ III примио као амбасадора Кричке и Чирочке нације. Добио је британску подршку и вратио се међу Маскоге. Обучавао их је за пиратске нападе на шпанске бродове.
Боулс је 1799. године, уз подршку Чатахучких Крика и Семинола формирао Државу Маскога. Престоница му је било село Микосуки, на обали језера Микосуки у близини данашњег Талахасија. Престоницом је владао Мајко Каначе, његов таст и најјачи савезник. Боулс је желео да Држава Маскога обухвати велике делове данашње Флориде, Алабаме, Џорџије, Северне Каролине и Тенесија, као и да уједини Чироке, Горње и Доње Крике, Чикасе и Чокте. Боулсов први потез био је проглашавање Другог споразума из Сан Илдефонса из 1796. године, који је повукао границу између САД и Западне Флориде, ништавним, јер Индијанци нису консултовани.
Он је одбацио споразуме које је Александар Макгиливреј уговорио са Шпанијом и САД, запретивши да ће објавити рат Сједињеним Америчким Државама уколико не врате земљу Маскогима и изрекао смртну казну индијанском агенту, кога је поставио Џорџ Вашингтон, Бенџамину Хокинсу, кога су подржавали Доњи Крици. Изградио је сићушну морнарицу и извршио напад на шпанске бродове у Мексичком заливу, а 1800. објавио је рат Шпанији, накратко заузевши президијум и трговинску постају Сан Маркос де Апалаче пре него што је био приморан да се повуче. Иако су се шпанске снаге које су кренуле да униште Микосуки изгубиле у мочварама, други покушај заузимања Сан Маркоса завршио се катастрофом. Након што је примирје у Европи довело до губитка британске подршке, Боулс је дискредитован. Семиноле су потписале мировни споразум са Шпанијом. Следеће године на националном савету издали су га Доњи Крици, присталице Хокинса. Боулса су предали Шпанцима, а он је умро у затвору у Хавани на Куби две године касније.

### Пре протеривања (крај 18. и рани 19. век)
Џорџ Вашингтон, први председник САД и Хенри Нокс, први амерички војни секретар, залагали су се за културну трансформацију Индијанаца. Вашингтон је веровао да су Индијанци једнаки као појединци, али да је њихово друштво инфериорно. Формулисао је политику за подстицање процеса „цивилизовања”, а она је настављена под председником Томасом Џеферсоном. Познати историчар Роберт Ремини је написао: „Они су претпоставили да ће када Индијанци усвоје појам приватног власништва, изградњу кућа, пољопривреду на фармама, образовање своје деце и прихвате хришћанство, њих бели Американци прихватити”. Вашингтонов план у шест тачака укључивао је непристрасну примену права према Индијанцима; регулисање куповине индијанске земље; унапређење трговине; промовисање експериментисања са цивилизовањем или побољшањем индијанског друштва; овлашћење председника да даје поклоне; и кажњавање оних који су кршили права Индијанаца. Према Вашингтоновом плану од шест тачака, Маскоги би били први Индијанци који ће бити „цивилизовани”. Индијански народи Чироки, Чикасо, Чокто и Семиноле су након Маскога прихватили спровођење нове Вашингтонове политике цивилизовања.
Вашингтон је 1796. године именовао Бенџамина Хокинса за генералног надзорника индијанских послова који се бави свим племенима јужно од реке Охајо. Лично је преузео улогу главног агента Маскога. Преселио се у област која данас припада округу Крафорд у Џорџији. Почео је да подучава Маскоге пољопривредним техникама, основао је фарму на реци Флинт. Временом је довео робове и раднике, искрчио неколико стотина јутара, основао млинове и трговачку постају.
Годинама се Хокинс састајао са поглавицама на свом трему како би разговарали о разним стварима. Био је заслужан за најдужи период мира између Англоамеричких досељеника и староседелаца, који је трајао 19 година. Доњи Крици су 1805. године уступили своју земљу источно од реке Окмалги држави Џорџији, са изузетком светих гробних хумки на локацији „Окмалги Олд Филдс”. Дозволили су да се преко њихове територије изгради федерални пут који повезује Њу Орлеанс са Вашингтоном. Одређени број вођа Маскога стекао је робове и створио плантаже памука, млинове и предузећа дуж федералног пута. Утврђење Бенџамин Хокинс је изграђено 1806. године на брду с погледом на Окмалги Олд Филдс, како би заштитило англоамеричка насеља која су се ширила.
Хокинс је био шокиран избијањем Кричког рата, који је уништио његов животни рад на побољшању квалитета живота Маскогија. Пред његовим очима, мир чијој изградњи је допринео је окончан. Фракција Маскогија придружила се панамеричком индијанском покрету Тенскватаве и Текaмсија, одбацујући прилагођавање Англоамеричким досељеницима и прихватање њихове културе. Иако Хокинс лично никада није нападнут, видео је како се унутрашњи крички грађански рат развија у рат против Сједињених Америчких Држава.

### Увод у Крички рат
Поглавица Шонија Текамси (Текумсех), оснивач „Текамсијеве конфедерације”, чије име је значило „звезда падалица”, приликом посете маскошком граду Такабачи, на градском тргу је пред окупљеним вођама Маскога рекао да је појава комете (звезде падалице) у марту 1811. најава његовог доласка. Према Мекенију, Текамси је рекао, да ће доказати Маскогима да га је Велики дух послао, тако што ће им дати знак. Разочаран пријемом у граду, након што се вратио у земљу Шонија, рекао је да ће пророк (Тенскватава) ударити ногом у земљу и да ће све куће у Такабачију пасти. Убрзо након што је Текамси напустио југоисток, као што је обећао, знак је стигао у облику земљотреса.
Земљотрес у Новом Мадриду 16. децембра 1811. године погодио је земљу Маскогија и амерички Средњи запад. Док се тумачење овог догађаја разликовало од једног домородачког народа до другог, опште је било прихваћено да је овај снажан земљотрес морао нешто да значи. Земљотрес и његови накнадни потреси помогли су Текамсијевом покрету отпора тако што су убедили, не само Маскоге, већ и друге индијанске народе, да морају да подрже Шоније.
Индијанци су били ужаснути... дрвеће и вигвами су се страшно тресли; лед на реци Арканзас био је разбијен у комаде; а већина Индијанаца је мислила да ће Велики Дух, љут на људску расу, да уништи свет.— Роџер Л. Николс, Амерички Индијанац (енгл. The American Indian − Д Америк`н Индиј`н)
Маскоги који су се придружили Текамсијевој конфедерацији били су познати под именом Црвени штапови. Постоје различите верзије о пореклу имена Црвени штапови, једна од њих је да су добили име по традицији Маскога да носе свежањ штапова који обележавају дане до неког догађаја. Штапови обојени црвеном бојом представљају рат.

### Крички рат (1813–1814)
Крички рат (1813–1814), познат и као Рат црвених штапова, почео је као маскогијски грађански рат, да би временом постао део Рата из 1812. Под утицајем вође Шонија Текамсија (коме су писци из 19. века приписали ватрене говоре које „мора да је одржао”) и њихових верских вођа, као и британских трговаца који су их охрабривали, вође Црвених штапова као што су Вилијам Ведерфорд (Црвени орао), Питер Меквин и Менава успели су да придобију на своју страну Горњокричке градове. У савезу са Британцима, супротставили су се упадима Англоамериканаца у Маскогију и „цивилизацијским програмима” којима је управљао индијански агент Бенџамин Хокинс и сукобили су се са многим водећим поглавицама Маскогијске нације, пре свега са Мајком Доњих Крика Вилијамом Мекинтошем, Хокинсовим најзначајнијим савезником. Њихови противници, који су желели мирне односе са белим насељеницима, били су познати као Бели штапови. Пре него што је почео Маскогијски грађански рат, Црвени штапови су покушали да своје деловање сакрију од старих поглавица. Били су охрабрени када је Текамси окупио своје следбенике и придружио се британској инвазији и покушају заузимања Форт Детроита у августу 1812.
Мала група Црвених штапова се фебруара 1813, предвођена Малим ратником, враћала из Детроита када су убили две породице досељеника, које су живеле око реке Дак, близу Нешвила. Хокинс је захтевао да Маскоги предају Малог ратника и његових шест сабораца. Уместо да их предају федералним агентима, Велики ратник и старе поглавице одлучили су да их погубе. Ова одлука је била искра која је започела грађански рат међу Маскогима.
Први сукоб између Црвених штапова и Англоамериканаца, Битка код спаљеног кукуруза, догодио се 21. јула 1813. године, када је група америчких војника из Форт Мимса (северно од алабамског града Мобила) зауставила групу Црвених штапова који су се враћали из Западне Флориде, где су купили муницију од шпанског гувернера у Пенсаколи. Црвени штапови су побегли са лица места, а амерички војници су опљачкали оно што су пронашли, дозвољавајући Црвеним штаповима да се прегрупишу и узврате изненадним нападом који је приморао Американце да се повуку. Након Битке код спаљеног кукуруза, америчке снаге су укључене у Крички грађански рат. Победа Крика у овој бици протумачена је као добар знак, јер је била доказ да Крици могу да победе белце.
Црвени штапови, предвођени Црвеним Орлом (Вилијамом Ведерфордом), 30. августа 1813. напали су Форт Мимс, где су се окупили бели досељеници и њихови индијански савезници. Црвени штапови су у изненадном нападу заузели тврђаву и извршили масакр, не штедећи ни мушкарце, ни жене и децу. Заробљено је више од 100 заробљеника, од којих су већина били црни робови, такође је заробљено најмање десеторо деце и три жене. Из тврђаве је побегло само 36 људи, већином мушкараца, а само 2 жене и 1 девојка. Након што су Индијанци убили 250 до 500 људи у тврђави, међу досељеницима на америчкој југозападној граници проширила се паника. Иако су Црвени штапови добили битку, изгубили су рат.
Ујутро 30. августа 1813. неколико бранилаца Форт Мимса ускомешало се на спарини. У шумовитој хладовини, Крици су посматрали и чекали. Главну капију тврђаве, која се налазила на источној страни палисаде, гарнизонске трупе нису затвориле... Ниједан стражар није био у бункеру.— Кратка историја Масакра у Форт Мимсу 1813. током Кричког индијанског рата
Након масакра у Форт Мимсу, два дана касније, уследио је мањи Кимбел-Џејмс масакр.
Победа Црвених штапова довела је до ширења панике по целом југоистоку Сједињених Америчких Држава, а поклич „Сети се Форт Мимса!” био је популаран у јавности која је желела освету. Како је савезна војска била везана на северном фронту у борби против против Британаца у Канади, милиције Тенесија, Џорџије и територије Мисисипија добиле су задатак да изврше инвазију на градове Горњих Крика. Придружили су им се индијански савезници, Доњи Крици под вођством Вилијама Мекинтоша и Чироки под Мајором Риџом. Бројчано надјачани и слабо наоружани, предалеко од Канаде или обале Мексичког залива да би примили британску помоћ, Црвени штапови су водили очајничку борбу. Милиција Тенесија генерала Ендруа Џексона, 27. марта 1814, потпомогнута 39. пешадијским пуком САД и ратницима Чирокија и Доњих Крика, разбила је Црвене штапове у бици код Хорсшу Бенда на реци Талапуси. Иако су Црвени штапови били потучени до ногу, са великим губицима у људству (око 3.000 Горњих Крика је погинуло), преживели су наставили борбу још неколико месеци.

### Пораз Маскога 1814.
Црвени штапови су се у августу 1814. предали Џексону у Ветампки (у близини данашњег града Монтгомерија). Маскоги су 9. августа 1814. били принуђени да потпишу Споразум из Форт Џексона, којим је окончан рат и према којем је било предвиђено да уступе око 81.000 km² земље Сједињеним Државама, што је чинило више од половине њихове територије. Чак и они који су се борили уз Џексона били су приморани да уступе своју земљу, пошто их је Џексон сматрао одговорним јер су дозволили побуну Црвених штапова. Држава Алабама, која је званично постала део уније 1819, већим је делом настала на земљи освојеној од Црвених штапова.
БУДУЋИ ДА ЈЕ ничим изазван, нељудски и крвави рат, који су непријатељски Крици водили против Сједињених Држава, успешно одбијен, вођен и одлучен, од наведених држава, у складу са принципима националне правде и часног ратовања-- И док обзир постоји због исправности поступка, наметнутог упутствима која се односе на поновно успостављање мира: Нек буде упамћено да су пре освајања тог дела Кричке државе који је био непријатељски расположен према Сједињеним Државама, почињени безбројни напади на мир, имовину и животе грађана Сједињених Држава... — Споразум из Форт Џексона, 1814
Многи Маскоги су одбили да се предају и побегли су на Флориду. Тамо су се удружили са остацима других народа, створивши нови народ Семиноле. Маскоги су касније на Флориди учествовали у Семинолском рату на обе стране.

### Семинолски рат
Црвени штапови који су избегли на Флориду после Кричког рата утростручили су популацију Семинола и ојачали њен Маскогијски карактер. Британске снаге су се 1814. искрцале на Западну Флориду и почеле са наоружавањем Семинола. Британци су изградили јаку тврђаву на реци Апалачикола код Проспект Блафа, а 1815. године, након завршетка Рата из 1812, понудили су је, са свом опремом (мускетама, топовима, барутом, сачмом и топовском ђулади) мештанима: Семинолама и Марунима (одбеглим робовима). Неколико стотина Маруна у тврђави било је део Корпуса колонијалних маринаца, они су имали основну војну обуку и били су дисциплиновани, али без официра јер су их њихови енглески официри напустили након краја рата. Семиноли су само желели да се врате у своја села, па су Маруни постали власници тврђаве. Убрзо су је јужњачки плантажери назвали црначка тврђава, она је надалеко била позната међу поробљеним црнцима као место где су црнци били слободни и имали оружје, као на Хаитију. Плантажери присталице робовласништва исправно су сматрали да је његово једноставно постојање инспирисало бекство или побуну потлачених Афроамериканаца, па су се жалили америчкој влади. Маруни нису били обучени како да користе топове који су постојали у тврђави. Након што је обавестио шпанског гувернера, који је имао веома ограничене ресурсе и који је рекао да нема наређења да ишта предузме, амерички генерал Ендру Џексон је уништио тврђаву 1816, у нападу који је назван „најсмртоноснији хитац из топа у америчкој историји”.
Семиноли су наставили да прихватају одбегле црне робове и нападају америчка насеља, што је довело до тога да им САД објави рат 1817. Следеће године, генерал Ендру Џексон је напао Флориду са војском која је укључивала више од 1.000 ратника Доњих Крика. Они су уништили семинолска насеља и заузели Пенсаколу. Након Џексонове победе Шпанија је потписала Адамс-Онисов споразум 1819. године, којим је Флориду уступила Америци. Делегација семинолских поглавица се 1823. године састала са новим америчким гувернером Флориде, на састанку су се успротивили предлогу о поновном уједињењу са Горњим и Доњим Крицима, делом зато што су они намеравали да поробе Црне Семиноле. Уместо тога, Семиноли су пристали да пређу на резерват у унутрашњости средње Флориде.

### Споразуми из Индијан Спрингса
Мајко Вилијам Мекинтош је предводио ратнике Доњих Крика који су се борили заједно са САД у Кричком рату и Првом Семинолском рату. Он је био син истоименог официра лојалисте, који је регрутовао групу Хичитија да се боре на британској страни, Мекинтош никада није упознао свог белог оца. Био је у сродству са делом џорџијске плантажерске елите, а након ратова обогатио се од узгоја памука. Рођењем је припадао клану своје мајке истакнутом клану Ветра; пошто су Крици имали матрилинеарни систем порекла и наслеђивања, он је захваљујући њој постао поглавица. Такође је био у сродству са Александром Макгиливрејем и Вилијамом Ведерфордом, који су као и он били Крици мешаног порекла.
Касних 1810-их и раних 1820-их, Мекинтош је учествовао у стварању централизованих полицијских снага, писаних закона и Кричког Националног Савета. Касније те деценије, почео је да мисли да је пресељење неизбежно. Мекинтош и неколико других поглавица су 1821. потписали са савезном владом Први споразум из Индијан Спрингса о предаји земље Доњих Крика источно од реке Флинт. Као награду, Мекинтош је добио 4 km² на месту где је потписан споразум, где је изградио хотел намењен туристима који су посећивали локалне топле изворе.
Крички Национални Савет је одговорио прописивањем смртне казне за Крике који уступе земљу савезној влади. Џорџијски досељеници су наставили да се насељавају на индијанску земљу, нарочито након открића злата у северној Џорџији. 1825. Мекинтош и његов брат од тетке, гувернер Џорџ Труп, водећи заговорник уклањања Индијанаца, потписали су Други споразум из Индијан Спрингса у његовом хотелу. Споразум је такође потписало шест других поглавица Доњих Крика, њиме је последња земља Доњих Крика уступљена Џорџији, а заузврат Доњим Крицима је додељена значајна сума за пресељење у долину реке Арканзас. Предвиђена је и велика исплата самом Мекинтошу.
Под вођством старог поглавице Црвених штапова Менаве, 200 кричких полицајаца је кренуло да у складу са законом спроведе смртну казну над Мекинтошем. Спалили су његову плантажу која се налазила на горњем току реке Чатахучи. Убрзо је делегација Кричког Националног Савета, предвођена говорником Опотлејахолом, отпутовала у главни град Вашингтон да протестује против споразума из 1825. године. Они су убедили председника Џона Квинсија Адамса да је споразум неважећи и договорили повољнији Вашингтонски споразум (1826). Уступили су своју земљу Џорџији у замену за 200.000 долара, споразумом нису имали обавезу да се одселе на запад. Труп је игнорисао нови споразум и наредио исељење Маскога са њихове преостале земље у Џорџији без надокнаде. Затим је мобилисао државну милицију када је председник Адамс запретио интервенцијом савезних снага.

### Протеривање (1834)
Након Споразума из Форт Џексона и Споразума из Вашингтона (1826), Маскоги су били ограничени на мали појас земље у данашњој источној и средњој Алабами.
Ендру Џексон је инаугурисан за председника Америке 1829. године, а његовом инаугурацијом је став владе према Индијанцима постао оштрији. Џексон је напустио политику својих претходника да различите индијанске групе третирају као засебне нације. Уместо тога, он је агресивно следио планове да пресели све индијанске народе који су живели источно од реке Мисисипи у Оклахому.
Пријатељи и браћо – Уз дозволу Великог Духа који је изнад нас и гласа народа, постао сам председник Сједињених Америчких Држава и сада вам се обраћам као ваш отац и пријатељ и тражим од вас да ме саслушате. Ваши ратници ме одавно познају. Знате да волим своју белу и црвену децу, и увек говорим правим, а не рачвастим језиком; да сам вам увек говорио истину... Тамо где данас живите, ви и моја бела деца сте превише близу једни другима да бисте живели у слози и миру. Ваша дивљач је уништена, а многи од ваших људи не желе да обрађују земљу. Иза велике реке Мисисипија, где је отишао део вашег народа, ваш Отац је обезбедио земљу довољно велику за све вас и саветује вам да се у њу склоните. Тамо вам ваша бела браћа неће сметати; они неће имати право на земљу и на њој можете живети ви и сва ваша деца, све док трава расте или вода тече, у миру и изобиљу. Биће ваша заувек. За изведене радове на земљи на којој сада живите и за све залихе које не можете понети са собом, ваш Отац ће вам платити поштену цену ... — Обраћање Крицима председника Ендруа Џексона 1829.
На Џексонов захтев, Конгрес Сједињених Америчких Држава отворио је жестоку дебату о Предлогу закона о пресељењу Индијанаца. На крају је предлог закона прошао, али је гласање било тесно. Сенат је изгласао закон са 28 према 19, док је у Представничком дому резултат био 102 према 97. Џексон је закон потписао 30. јуна 1830.
Након доношења закона о пресељењу Индијанаца, Крички Национални Савет је 1832. са савезном владом потписао Споразум из Касите, којим су јој уступили своју преосталу земљу источно од Мисисипија, с` тим да је део земље испарцелисан и подељен кричким породицама. Споразумом су Крици прихватили пресељење на Индијанску територију. Већина Маскога је пресељена тамо 1834, а део их је пресељен након Кричког рата из 1836, ипак један мањи део их је остао на Истоку.
До 1836. године, када је велика сеоба Крика била увелико у току, Енеа Ематала је постао вођа Доњих Крика ... њихова жеља је била само да у својој домовини буду остављени на миру ... Генералу Винфилду Скоту је наређено да ухвати Енеу Ематалу ... Са Ематалом је било заробљено и око хиљаду других људи ... који су били различите боје коже црне, црвене и беле ... — Барт & Фергусон - Индијанци Југоистока: Некад и сад

### Амерички грађански рат (1861)
По избијању Америчког грађанског рата, један од поглавица Горњих Крика Опотлејахола одбио је да сарађује са Конфедерацијом, за разлику од многих других племена, укључујући и многа племена Доњих Крика. Одбегли робови, слободни црнци, други Индијанци, као што су Чикаси и Семиноле, почели су да се окупљају на плантажи Опотлејахоле, јер су се надали да ће ту успети да остану неутрални у сукобу између севера и југа. Опотлејахола и племенски поглавица Мајко Хутко су 15. августа 1861. контактирали председника Абрахама Линколна тражећи помоћ за лојалисте. Обећање да ће им влада Сједињених Америчких Држава помоћи добили су 10. септембра. У писму је Опотлејахоли наређено да пресели своје људе у Форт Ров у канзашком округу Вилсон, где ће добити азил и помоћ.
Пошто су многи Маскоги Крици подржавали Конфедерацију током грађанског рата, америчка влада је 1866. захтевала потписивање новог мировног споразума са Кричком нацијом. Захтевано је од Крика да еманципују своје робове и да их признају као пуноправне чланове и грађане Кричке нације, који би имали иста права као и остали Крици на земљу и примање ануитета. Они су у то доба били познати као Ослобођени Крици (енгл. Creek Freedmen). Америчка влада је захтевала да се део земље Кричког резервата одвоји како би се доделио ослобођенима. Многи Крици су се противили овим променама. Губитак земље допринео је појави проблема са којима се нација суочила у касном 19. веку.
Лојалисти међу Крицима су углавном били традиционалисти. Они су чинили језгро банде (потплемена, дружине) која је постала позната под именом Змије (енгл. Snake band − Снејк бенд), чији су многи чланови били Ослобођени Крици. Крајем века, одупирали су се укидању племенске владе и подели заједничке племенске земље, што је спроводила Дозова комисија 1892. на основу закона које је донео амерички Конгрес. Ова политика америчке владе била је део настојања да присилно асимилује староседеоце и да уведе приватно власништво над земљом, као и да се уклоне правне препреке за уздизање Индијанске територије на ниво државе. Крички држављани су пописани у Дозовим свицима (енгл. Dawes Rolls); Комисија је одвојено пописала белце у мешовитим браковима и Ослобођене Крике, без обзира на то да ли јесу или нису имали делимично кричко порекло. Ово је касније искоришћено за оспоравање њиховог права на кричко држављанство, што је важило и у случају особа које су имале родитеље или друге рођаке који су били Крици. Дозове свитке су касније многа племена користила као доказ за право на добијање „племенског држављанства” на основу порекла. Амерички досељеници су се доселили у Индијанску територију и тражили стварање државе Оклахоме, као и одузимање дела племенске земље да би на њој било омогућено насељавање белаца.

### Данас
Део потомака Маскога, који су избегли протеривање, данас живи у Алабами у близини федерално признатог резервата Порч Крик у Атмору (североисточно од Мобила), док их део живи у недокументованим етничким градовима на Флориди. У резервату у Алабами постоје казино и хотел са 16 спратова. Поред тога, потомци Маскога различитог степена акултурације живе широм америчког југоистока.
Већина Маскога дана живи у Оклахоми, бившој Индијанској територији.

## Култура
Маскошка култура се у значајној мери изменила током векова, због утицаја страних култура, посебно англоамеричке; међутим, интеракција са Шпанијом, Француском и Енглеском је такође у великој мери утицала и на њено обликовање. Маскоги су били познати по брзом усвајању модерности, развоју писаног језика, прихватању енглеских метода узгоја пољопривредних култура и прихватању Европљана и Афроамериканаца у своје друштво. Упркос отворености према страним утицајима Маскоги су очували многе своје обичаје, као што су годишње прославе маскошких празника, игре са лоптом, плес трупкање и обред зеленог кукуруза.

### Кланови
Док породице укључују људе који су у непосредном сродству, кланови се састоје од свих људи који су потомци исте групе предака. Као и многи староседелачки народи Америке, Маскоги Крици имају матрилинеарно уређење; свака особа припада клану своје мајке, која припада клану њене мајке. Наслеђе и имовина се преносе по мајчиној линији. Наследне поглавице су рођене у одређеним клановима.
Очеви имају важну улогу у породици, али не смеју припадати истом клану коме припада мајка. Унутар клана, мајчин брат (мајчин најближи крвни сродник) има улогу главног учитеља, заштитника, васпитача и узора деци, посебно дечацима. Чланови клана не доживљавају једни друге као „крвне сроднике”, већ једни друге сматрају породицом због њихове припадности истом клану. То се изражава коришћењем истих назива за одређене чланове породице и клана. На пример, чланови клана приближно истог узраста једни друге називају „братом” или „сестром”, чак и ако се никада раније нису срели.
Због матрилинеарног уређења, деца Маскоги Крика чији су очеви белци, припадала су клановима својих мајки и била су једнаки чланови њихових племена. Високопозициониране кћерке поглавица често су виделе предност у удаји за беле трговце, који су својим породицама могли да обезбеде европске или англоамеричке производе. Маскоги Крици су веровали да би младићи који су стекли европско образовање могли да допринесу бољем сналажењу у новим условима, који су били последица колонијализма, као и очувању важних установа културе Маскоги Крика.
Списак маскогијских кланова:
- Клан Медведа (Мукласалги, Нокосалги),
- Клан Дабра (Итамалги, Исфаналги, Ичасвајги),
- Клан Птице (Фусуалги),
- Клан Мочварног Кромпира (Ахалакалги),
- Клан Трске (Кохасалки),
- Клан Јелена (Ичуалги),
- Клан Рибе (Хлахлоалги),
- Клан Лисице (Цулалги),
- Клан Хикори Ораха (Одшисалги),
- Клан Кукуруза (Актајацалги, Ачиалги),
- Клан Кртице (Такусалги),
- Клан Дабра (Осаналги),
- Клан Пантера (Чукоталги, Кацалги),
- Клан Ракуна (Вахлакалги, Воткалги),
- Клан Соли (Окилиса, Окчуналги),
- Клан Смрдљивца (Кунипалги),
- Клан Жабе Крастаче (Пахосалги, Сопакталги),
- Клан Корњаче (Локгалги) – сродан Клану Ветра
- Клан Дивље мачке (Коакоцалги),
- Клан Ветра (Хуталгалги),
- Клан Вука (Јахалги)[49] –  сродан Клану Медведа.

### Народна ношња
Древни Маскоги су носили одећу направљену од тканог биљног материјала или животињских кожа, у зависности од климе. Током лета, радије су носили лагане тканине ткане од коре дрвета, траве или трске. Током оштрих зима користили су животињске коже и крзно, јер је било топлије.
Током 17. века, Маскоги су усвојили коришћење неких европских материјала и елементе европске моде. Тканина је била лакша и шаренија од јелење коже, па је брзо постала популаран трговински артикал широм региона. Тканине разних дезена и текстура омогућиле су Маскогињама да створе нове одевне предмете, које су правиле и за мушкарце, жене и децу. Имале су обичај да у одећу уткају европске трговинске предмете као што су звонца, свилене траке, стаклене перле и комади огледала.

### Језик
Маскошки језик припада Маскогијској породици језика. Био је добро познат Англоамериканцима који су живели на граници 13 енглеских колонија, као што је Гидеон Линсекам (рани 19. век). Маскошки је сродан чоктијском језику, а неке речи из ових језика су потпуно исте. У табели испод се налази пример текста на маскошком језику и његов превод:
| Маскошки: Fayet aresasvtēs. Mont fayēpat vrēpēt omvtēs, hopvyēn. Momēt vrēpēt omvtētan, nake punvttv tat pvsvtēpet, momet hvtvm efvn sulkēn omvtēs. Momet mv efv tat efv fayvlket omekv, nak punvttuce tayen pvsvtēpēt omvtēs. Mont aret omvtētan, efv tat estvn nak wohēcēto vtēkat, nake punvttvn oken mv efv-pucase enkerrēt omvtēs. |
| Енглески: Someone was hunting. He went hunting in far away places. He went continually, killing small game, and he had many dogs. And the dogs were hunting dogs, so he had killed many animals. When hunting, he always knew his dogs had an animal trapped by the sound of their barking.                                             |
| Српски: Неко је ловио. Отишао је на удаљена места у лов. Ишао је без стајања, убијајући малу дивљач и имао је много паса. И пси су ловили псе, па је он убио много животиња. Када је ловио, увек је знао када су његови пси ухватили у замку животињу по звуку њиховог лајања.                                                          |

## Споразуми
Земља је била највреднија имовина коју су Индијанци држали у заједничком власништву и којом су заједнички управљали. Јужне енглеске колоније, америчка влада и досељеници по правилу су долазили до земље Маскога путем споразума, закона и рата. Неки споразуми, као што је Споразум из Сан Лоренца, посредно су утицали на Маскоге. Споразуми су наведени у табели испод:
| Споразум                            | Година | Потписник                 | Место потписивања              | Сврха                                       | Уступљена земља                 |
| Споразум из Саване                  | 1733   | Колонија Џорџија          | ?                              | ?                                           | ?                               |
| Споразум из Ковете                  | 1739   | Колонија Џорџија          | ?                              | ?                                           | ?                               |
| Споразум из Саване                  | 1757   | Колонија Џорџија          | ?                              | ?                                           | ?                               |
| Споразум из Шолдербоун Крика        | 1786   | Држава Џорџија            | Спарта                         | Уступање земље                              | Сва земља источно од реке Окони |
| Споразум из Њујорка                 | 1790   | Сједињене Америчке Државе | New York City                  | Утврђене границе, престанак непријатељстава | ?                               |
| Споразум из Колрејна                | 1796   | Сједињене Америчке Државе | Колрејн (Џорџија)              | Границе, престанак непријатељстава          | ?                               |
| Споразум из Форт Вилкинсона         | 1802   | Сједињене Америчке Државе | Форт Вилкинсон                 | Уступање земље                              | ?                               |
| Споразум из Вашингтона              | 1805   | ?                         | ?                              | ?                                           | ?                               |
| Споразум из Форт Џексона            | 1814   | Сједињене Америчке Државе | Форт Џексон у близини Ветампке | Уступање земље                              | 93.000 km²                      |
| Споразум Кричке Индијанске Агенције | 1818   | ?                         | ?                              | ?                                           | ?                               |
| Споразум из Индијан Спрингса        | 1821   | ?                         | ?                              | ?                                           | ?                               |
| Споразум из Индијан Спрингса        | 1825   | ?                         | ?                              | ?                                           | ?                               |
| Споразум из Вашингтона              | 1826   | ?                         | ?                              | ?                                           | ?                               |
| Споразум Кричке Индијанске Агенције | 1827   | ?                         | ?                              | ?                                           | ?                               |
| Споразум из Касите                  | 1832   | Сједињене Америчке Државе | Вашингтон                      | Парцелисање земље                           |                                 |
| Споразум са Крицима                 | 1833   | ?                         | ?                              | ?                                           | ?                               |
| Споразум са Крицима                 | 1838   | ?                         | ?                              | ?                                           | ?                               |
| Споразум са Крицима и Семинолима    | 1845   | ?                         | ?                              | ?                                           | ?                               |
| Споразум са Крицима                 | 1854   | ?                         | ?                              | ?                                           | ?                               |
| Споразум са Крицима, итд.           | 1856   | ?                         | ?                              | ?                                           | ?                               |
| Споразум са Крицима                 | 1866   | ?                         | ?                              | ?                                           | ?                               |

### Закон о индијанским присвајањима из 1871.
Конгрес је 1871. изгласао додавање допунске клаузуле у Закон о индијанским присвајањима, како би спречио савезну владу да доноси одлуке о новим признањима индијанских нација или племена, и забранио потписивање нових споразума.
Да надаље ниједна индијанска нација или племе на територији Сједињених Држава неће бити потврђена или призната као независна нација, племе или сила са којом Сједињене Државе могу склопити споразум: Под условом, да се ништа из овог документа неће тумачити као поништење или нарушавање обавеза било ког споразума који је до сада законито склопљен и ратификован са било којом таквом индијанском нацијом или племеном.— Закон о индијанским присвајањима из 1871.

## Маскогијска племена данас
Кушата племе из Луизијане је племе Маскогијске (Кричке) конфедерације, које потиче од историјског племена Кушата (Коасати), од ког делом потиче и Алабама-Кушата племе из Тексаса, које делом потиче и од племена Алабама.

### Савезно призната племена у Оклахоми
Маскоги (Крик) нација је савезно призната индијанска нација са седиштем у граду Окмалги. Њихов садашњи главни поглавица је Дејвид В. Хил.
Три маскогијска племенска града су савезно призната племена: Алабама-Кусарт (Алабама-Кушата), Кејлеџи и Тлоптлоко. Седиште „племенског града Алабама-Кусарт (Алабама-Кушата)” је Ветамка, а његов поглавица је Тарпи Јарги. Седиште „племенског града Кејлеџи” је такође Ветамка, а његов садашњи мајко или поглавица је Џеремаја Хоја. Седиште „племенског града Тлоптлоко” је Окима, а његов мајко је Џорџ Скот.

### Савезно призната племена у Алабами
Еди Л. Талис предводио је „Порч Банду Крик Индијанаца” у процесу тражења савезног признања, до ког је дошло 11. августа 1984. Ово племе је једино савезно признато индијанско племе у држави Алабами. Влада САД је 21. новембра 1984. издвојила у траст 93,70 km² земље намењен да племену као комунални посед. Затим је 12. априла 1985. 92,89 km² проглашено индијанским резерватом.

### Маскогијска дијаспора
Многи Маскоги су напустили своју земљу у Оклахоми и одселили се у другој половини 20. века у оближње градове (Талса и Оклахома Сити), као и у друге државе као што су Калифорнија, Мичиген, Мисури и Тенеси.

### Ширење резервата
Врховни суд Сједињених Америчких Држава објавио је 9. јула 2020. своју пресуду у случају Макгирт против Оклахоме (енгл. McGirt v. Oklahoma). Суд је признао велики део источне Оклахоме као део резервата Маскогијске (Кричке) нације. Пресудом је остала отворена могућност да Амерички староседеоци добију већа права у законском регулисању рада казина и продаје алкохола.